# Essen International 1972
L'Essen International 1972 è stato un torneo di tennis giocato sul sintetico indoor. È stata la 1ª edizione dell'Essen International, che fa parte del World Championship Tennis 1972. Si è giocato ad Essen in Germania, dal 23 al 29 ottobre 1972.

## Campioni

### Singolare
Niki Pilic ha battuto in finale  Robert Lutz con il punteggio di 4–6 6–4 3–6 6–4

### Doppio
- Doppio non disputato